# Synagoga Letnia w Kalwarii
Synagoga Letnia w Kalwarii (lit. Vasarinė sinagoga) – jedna z dwóch murowanych synagog znajdujących się w Kalwarii na Litwie. 
Została wzniesiona w II połowie XVIII wieku w stylu baroku. Modlili się w niej żydzi w okresie letnim – do modłów zimowych służyła synagoga zimowa. 